# 恩格爾伍德鎮區 (克拉克縣)
恩格爾伍德鎮區（英語：Englewood Township）為位在美國堪薩斯州克拉克縣的鎮區。2010年美国人口普查中該鎮區人口有125人。

## 地理
恩格爾伍德鎮區涵蓋面積535.91平方（206.92平方英里），境內擁有一座城鎮：恩格爾伍德。

### 墓園
根據美國地質調查局的資料，此鎮區僅有1座墓園：
- 恩格爾伍德墓園（Englewood Cemetery）

### 溪流
佩里湖（Perry Lake）和普羅菲特湖（Proffitt Lake）坐落於此鎮區，而通過此鎮區的溪流有：
| - 安蒂洛普溪（Antelope Creek） - 東印第安溪（East Indian Creek） - 五英里溪（Fivemile Creek） - 吉普溪（Gyp Creek） - 印第安溪（Indian Creek） | - 約翰斯溪（Johns Creek） - 桑德溪（Sand Creek） - 二英里溪（Twomile Creek） - 西印第安溪（West Indian Creek） |

## 人口統計
根據2010年美國人口普查，恩格爾伍德鎮區人口有125人，人口密度為0.23人/平方公里。種族方面，92.8%為白人；0%為非裔美洲人；0%為美洲原住民；0.8%為亞洲人；0%為太平洋島民；6.4%為其他種族；另外有0%為兩個或以上的種族。而西班牙裔美國人或拉丁美洲人佔該鎮區人口的6.4%。

## 外部連結
- US-Counties.com
- City-Data.com （页面存档备份，存于）